# VMAC
VMAC (англ. Vimentin type intermediate filament associated coiled-coil protein) – білок, який кодується однойменним геном, розташованим у людей на короткому плечі 19-ї хромосоми. Довжина поліпептидного ланцюга білка становить 169 амінокислот, а молекулярна маса — 18 348.
| 10         |  | 20         |  | 30         |  | 40         |  | 50         |
| ---------- |  | ---------- |  | ---------- |  | ---------- |  | ---------- |
| MSAPPALQIR |  | EANAHLAAVH |  | RRAAELEARL |  | DAAERTVHAQ |  | AERLALHDQQ |
| LRAALDELGR |  | AKDREIATLQ |  | EQLMTSEATV |  | HSLQATVHQR |  | DELIRQLQPR |
| AELLQDICRR |  | RPPLAGLLDA |  | LAEAERLGPL |  | PASDPGHPPP |  | GGPGPPLDNS |
| TGEEADRDHL |  | QPAVFGTTV  |  |            |  |            |  |            |

A: Аланін

C: Цистеїн

D: Аспарагінова кислота

E: Глутамінова кислота

F: Фенілаланін

G: Гліцин

H: Гістидин

I: Ізолейцин

K: Лізин

L: Лейцин

M: Метіонін

N: Аспарагін

P: Пролін

Q: Глутамін

R: Аргінін

S: Серин

T: Треонін

Локалізований у цитоплазмі.